# Estación de Gelida-Baixador
Gelida-Baixador es una estación del funicular de Gelida. Se inauguró en el 1924, al igual que toda la línea del funicular.
| << cabecera                | < estación      | línea | estación >      | cabecera >>     |
| -------------------------- | --------------- | ----- | --------------- | --------------- |
| Funicular de Gelida de FGC |                 |       |                 |                 |
| Gelida-Inferior            | Gelida-Inferior |       | Gelida-Superior | Gelida-Superior |